# Castino (general)
Flavio Castino (en latín: Flavius Castinus; fl. 419-425) fue patricio y general del Imperio romano de Occidente, una figura militar y política de gran influencia en la corte del emperador Honorio después de la muerte de Constancio III. 
Mientras el emperador oriental Teodosio II vacilaba entre mantenerse como gobernante único de todo el imperio o nominar un nuevo emperador en Occidente, los altos funcionarios civiles occidentales proclamaron a Juan, un primicerius notariorum o funcionario civil mayor, como nuevo emperador occidental lo que fue aceptado y respaldado por Castino.

## Campañas militares
Después de la muerte del coemperador del Imperio Romano de Occidente, Constancio III, en septiembre de 421, Honorio se quedó como único emperador de Occidente. Su eventual sucesor debería haber sido el futuro Valentiniano III, pero era muy joven en ese momento. La madre de Valentiniano, Gala Placidia, decidió impedir que un general llegara a ser tan poderoso como para tomar el poder efectivo después de la muerte de Honorio, en detrimento de Valentiniano. Y uno de esos generales era el propio Castino.
Castino era comes domesticorum ("comandante de la guardia") y se le dio el mando de la lucha contra los francos en 420/421. Su éxito le valió la elevación al rango de magister militum con el encargo de liderar una campaña contra los vándalos en la península ibérica. Bonifacio se incorporó como su ayudante, estando las tropas formadas por una gran contingente de visigodos del rey Teodorico I de Aquitania. La campaña ya empezó mal, cuando Bonifacio abandonó a Castino tras un desacuerdo, incluso antes de salir de Italia, para dirigirse a la diócesis de África. Tuvo un éxito inicial en la Bética, donde logró sitiar a los vándalos, casi obligándolos a rendirse, pero se torció cuando, después de haber elegido de forma repentina enfrentarse a ellos en batalla, fue abandonado por los contingentes visigodos no satisfechos con su mando, lo que le llevó a ser derrotado, y a que se tuviese que retirar a Tarraco.
Castino culpó de la derrota a Gala Placidia, quien habría estado detrás de la traición de los visigodos, de los que anteriormente había sido reina, y detrás del abandono de Bonifacio, quien, de hecho, se convirtió en su aliado en años posteriores. Honorio, ante las quejas de Castino, envió al exilio a Placidia, que se instaló entonces, en la corte de Constantinopla (423).

## Ascenso y caída de Juan

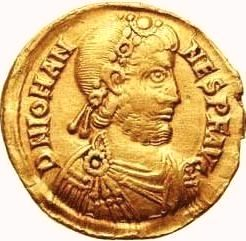
Juan en un solidus acuñado en Rávena. Castino era partidario de Juan, quien tomó el trono en oposición a Teodosio II, pero cuando fue depuesto y ejecutado, consiguió que le enviasen al exilio.

A la muerte de Honorio en agosto de 423, Castino ya era patricio. El emperador de Oriente, Teodosio II, dudó en nombrar al sucesor de Honorio, quizás considerando la posibilidad de reunir los dos imperios bajo su propio mando. En cualquier caso, parecía confiar en Castino, pues fue nombrado cónsul del año 424. Como no afianzó suficientemente su poder en la parte occidental, los altos funcionarios civiles aprovecharon para proclamar  al primicerius notariorum Juan, un anciano funcionario civil, como emperador occidental lo que fue apoyado por Castino. No queda claro por qué Castino decidió rebelarse contra Teodosio. Probablemente se debió a la presencia en la corte de oriental de Gala Placidia, quien probablemente presionó para elevar a Valentiniano al trono de Occidente, que entonces tenía cuatro años, y para nombrarse tutora del joven emperador. Además, el nombramiento por Teodosio como comes Africae de Bonifacio, aliado de Gala Placidia y, en contra de Castino, parece remontarse a este período.
El destino de Juan y Castino se selló cuando la mayoría del imperio continuó siendo leal a la dinastía Teodosiana y Teodosio, de hecho, se negó a reconocer como colega al anciano Juan y nombró césar a Valentiniano, además de confirmar a Gala Placidia como augusta. Se desató, entonces, una guerra civil sin que Juan y Castino tuviesen el control total de la mitad occidental del Imperio. Bonifacio, en África, se negó a reconocer a Juan, poniéndose al lado de Valentiniano y su tutora, Placidia. Juan fue finalmente capturado y ejecutado por el ejército oriental en junio o julio de 425 en Rávena.
Se desconoce el papel que ocupó Castino en estos acontecimientos. Matthews afirma sucintamente que fue enviado al exilio, mientras que Oost añade que «una fuente dudosa dice que encontró refugio en la magnanimidad cristiana de otro viejo enemigo, el conde Bonifacio.